# Oslo Open
L'Oslo Open è stato un torneo di tennis facente parte del Grand Prix giocato nel 1974 a Oslo in Norvegia su campi in sintetico indoor.

## Albo d'oro

### Singolare
| Anno | Vincitore     | Finalista   | Punteggio |
| ---- | ------------- | ----------- | --------- |
| 1974 | Jeff Borowiak | Karl Meiler | 6–3, 6–3  |

### Doppio
| Anno | Vincitori                | Finalisti                      | Punteggio |
| ---- | ------------------------ | ------------------------------ | --------- |
| 1974 | Karl Meiler Haroon Rahim | Jeff Borowiak Vitas Gerulaitis | 6–3, 6–2  |